# Karbunkel

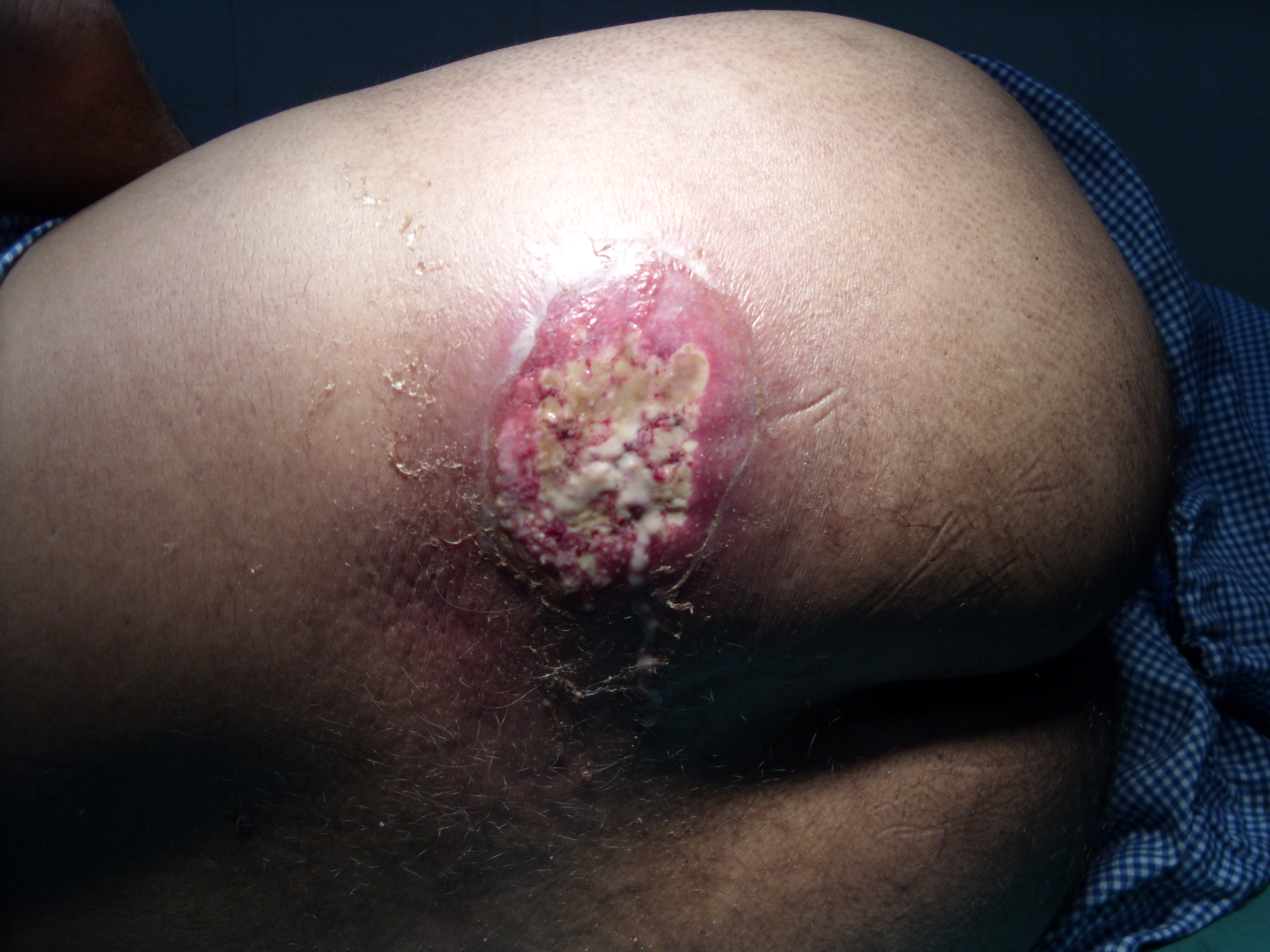
Karbunkel am Gesäß eines Diabetikers

Der Karbunkel (Eiterbeule, Kohlenbeule) ist eine tiefe und in der Regel sehr schmerzhafte Infektion mehrerer benachbarter Haarfollikel oder die Konfluenz mehrerer nebeneinander liegender Furunkel.
Haut und Unterhaut sind oft bretthart infiltriert. Es kommt zu zahlreichen Gewebseinschmelzungen (unter Bildung von Eiter) und ohne Therapie zu spontanen, oft siebartigen Hautdurchbrüchen, zusätzlich sind die Lymphgefäße entzündet (Lymphangitis). Fieber und andere Allgemeinsymptome sind in der Regel vorhanden. Prädilektionsstellen sind Nacken, Rücken, Schultern, Hüften und Oberschenkel.

## Etymologie
Das Wort entstand als mittelhochdeutsch carbunkel („bösartiges Geschwür“) im 13. Jahrhundert aus lateinisch carbunculus („kleine glühende Kohle“), der Verkleinerung von carbo („Kohle“).

## Ursache
Verursacht wird ein Karbunkel wie die meisten Haut- und Weichteilinfektionen durch das Bakterium Staphylococcus aureus. Wichtig ist es, den Karbunkel von ähnlichen Krankheitsbildern (Erythrasma, Phlegmone etc.) abzugrenzen, da diese oft durch andere Keime ausgelöst werden, dementsprechend eine andere antibiotische Behandlung erfordern bzw. zur Durchwanderung neigen (Streptokokken).

## Therapie
Die chirurgische Sanierung muss angestrebt werden. Daneben kann eine systemische antibiotische Abschirmung sinnvoll sein.
Auf keinen Fall sollte ein Karbunkel selbst behandelt werden, da eine Neuinfektion oder ein Verbreiten der Erreger nicht auszuschließen ist.

## Karbunkel bei Hautmilzbrand
Die Karbunkel bei Hautmilzbrand sind meist schmerzlos. Der Milzbrandkarbunkel ist von bläulich-schwarzer Farbe, wovon der medizinische Name des Milzbrands seinen Ursprung hat: Anthrax, von griechisch anthrax „Kohle“ (Karbunkel stammt von lateinisch carbunculus: ‚kleine Kohle‘).
Diese Erkrankung ist mit einem ausgeprägten Krankheitsgefühl verbunden, wenngleich die kutane Form die Manifestation des Milzbrands mit der niedrigsten Letalität darstellt. Fünf bis 20 Prozent der unbehandelten Patienten sterben.